# The Look of Love (bài hát của Madonna)
"The Look of Love" là một bài hát của ca sĩ người Mỹ Madonna nằm trong album nhạc phim Who's That Girl. Nó được phát hành bởi Sire Records như là đĩa đơn thứ ba và cũng là cuối cùng từ album vào ngày 25 tháng 11 năm 1987. Đĩa đơn này chỉ được phát hành tại thị trường châu Âu.
Sau khi phát hành, bài hát lọt vào top 10 một vài bảng xếp hạng ở Bỉ, Ireland, Hà Lan và Vương quốc Anh. Madonna chỉ trình diễn trực tiếp nó trong chuyến lưu diễn Who's That Girl World Tour.

## Danh sách bài hát
Đĩa 7" tại Đức / Vương quốc Anh
1. "The Look of Love" – 4:01
2. "I Know It" – 4:12

- Đĩa 12" tại Đức / Vương quốc Anh[2]

1. "The Look of Love" – 4:01
2. "I Know It" – 4:12
3. "Love Don't Live Here Anymore" – 4:47

- Đĩa CD Maxi tại Đức / Vương quốc Anh (1995)

1. "The Look of Love" – 4:01
2. "Love Don't Live Here Anymore" – 4:47
3. "I Know It" – 4:12

## Bảng xếp hạng
| Bảng xếp hạng (1987–88)                         | Vị trí cao nhất |
| ----------------------------------------------- | --------------- |
| Bỉ (Ultratop 50 Flanders)                       | 10              |
| Belgium (VRT Top 30)                            | 9               |
| Hà Lan (Dutch Top 40)                           | 8               |
| Hà Lan (Single Top 100)                         | 8               |
| Eurochart Hot 100 Singles (Billboard)           | 17              |
| Pháp (SNEP)                                     | 23              |
| Trường songid là BẮT BUỘC CHO BẢNG XẾP HẠNG ĐỨC | 34              |
| Ireland (IRMA)                                  | 6               |
| Thụy Sĩ (Schweizer Hitparade)                   | 20              |
| Anh Quốc (OCC)                                  | 9               |